# Specklinia pectinifera
Specklinia pectinifera är en orkidéart som beskrevs av Carlyle August Luer och Alexander Charles Hirtz. Specklinia pectinifera ingår i släktet Specklinia och familjen orkidéer. Inga underarter finns listade i Catalogue of Life.